# Kūkaniloko
Kūkaniloko est une femme de la noblesse hawaïenne qui fut reine (en hawaïen Aliʻi Wahine) de l’île d'Oahu dans l'archipel d'Hawaï au XVIe siècle.

## Biographie
Kūkaniloko est née sur l’île d'Oahu et est la fille du roi Piliwale et de son épouse la reine Paʻakanilea. Elle a une sœur qui s'appelle Kohipalaoa. Après la mort de son père, Kūkaniloko devient la première femme à diriger la totalité de l'île de O'ahu (d'autres femmes avaient été des dirigeantes mais seulement sur des petites portions de O'ahu).
Kūkaniloko se marie avec un homme nommé Luaia, qui est le chef de l'île de Maui. Ils ont eu au moins une fille, Kalaʻimanuʻia, qui deviendra reine après la mort de sa mère,.